# Batrachedrodes ephelus
Batrachedrodes ephelus là một loài bướm đêm thuộc họ Batrachedridae. Nó là loài đặc hữu của Molokai.
Ấu trùng có thể ăn a fern species.